# Хуаніта Коулсон
Хуаніта Рут Веллонс Коулсон (англ. Juanita Ruth Wellons Coulson, нар. 12 січня 1933, Індіана, США) — американська письменниця у жанрі наукової фантастики та фентезі, активна фанатка та редакторка науково-фантастичного фензину. З 1950-х років також відома як авторка-виконавиця у жанрі філк, за що кілька разів номінована на нагороду Пегаса.

## Біографія
Хуаніта Рут Веллонс народилася 12 січня 1933 року в місті Андерсон, Індіана, США.
1967 року опублікувала перший роман «Криза на Шейроні» (англ. Crisis on Cheiron). Упродовж своєї письменницької кар'єри співпрацювала з іншими авторами, такими як Меріон Зіммер-Бредлі. Одна з її найвідоміших серій — «Діти зірок» (англ. Children of the Stars). Деякі романи Веллонс Коулсон розкривають тему експлуатації видів з примітивним інтелектом або тему першого контакту.
Була редакторкою науково-фантастичного фензину «Yandro» разом з чоловіком Робертом Коулсоном упродовж 33 років. Журнал «Yandro» номінувався на премію Г'юго кожного року з 1958 до 1967 та отримав цю нагороду в 1965 році, що зробило Веллонс Коулсон однією з перших жінок-редакторок, які отримали цю нагороду.
1996 року була включена до Залу слави філку (англ. Filk Hall of Fame).
2010 року була почесною гостею науково-фантастичної конвенції Північної Америки. 2012 року отримала нагороду Великого серця на 70-й світовій науково-фантастичній конвенції. У травні 2014 року було оголошено, що Хуаніта Веллонс Коулсон обрана тогорічною делегаткою для фонду «Down Under Fan Fund».
2012 року отримала нагороду Пегаса у номінації «Найкращий автор/композитор» за свою діяльність у жанрі філк.

## Вибрана бібліографія

### Окремі романи
- 1967 — «Криза на Шейроні» (англ. Crisis on Cheiron)
- 1968 — «Співуче каміння» (англ. The Singing Stones)
- 1972 — «Двері до жаху» (англ. Door into Terror)
- 1972 — «Секрет семи дубів» (англ. The Secret of Seven Oaks)
- 1975 — «Камінь крові» (англ. Stone of Blood)
- 1975 — «До останнього покоління» (англ. Unto the Last Generation)
- 1976 — «Космічна пастка» (англ. Space Trap)
- 1976 — «Страх підкрадається до Байо» (англ. Fear Stalks the Bayou)
- 1977 — «Темна жриця» (англ. Dark Priestess)
- 1979 — «Вогонь Анд» (англ. Fire of the Andes)
- 1990 — «Зоряна сестра» (англ. Star Sister)
- 2004 — «Тінь над Скорпіоном» (англ. Shadow over Scorpio)

### Серія «Крантин»
- 1978 — «Павутина чарівництва» (англ. The Web of Wizardry)
- 1980 — «Фортеця бога смерті» (англ. The Death God's Citadel)

### Серія «Діти зірок»
- 1981 — «Завтрашня спадщина» (англ. Tomorrow's Heritage)
- 1982 — «Зовнішній зв'язок» (англ. Outward Bound)
- 1989 — «Спадок Землі» (англ. Legacy of Earth)
- 1989 — «Минуле назавжди» (англ. The Past of Forever)